# ジブゲン
ジブゲン（Jibügen, 生没年不詳）は、チンギス・カンの末弟、テムゲ・オッチギンの子供で、モンゴル帝国の皇族である。息子にクビライに仕えて帝位継承戦争で功績のあったタガチャルがいる。『元史』などの漢語資料では只不干(zhǐbùgān)、質卜(zhìbŭ)と記される。『集史』でのペルシア語表記はجیبو (Jībū)。

## 概要
ジブゲンの父テムゲ・オッチギンは兄チンギス・カンによって帝国東方のヒンガン山脈方面に分封を受けた人物であった。同時に、テムゲ・オッチギンは東方三王家（モンゴル帝国東方に分封を受けたジョチ・カサル、カチウン、テムゲ・オッチギンを祖とする三王家の総称）の中心人物としても位置づけられており、モンゴル帝国左翼（東方）における最大の実力者であった。チンギス・カンの兄弟の世代では比較的長命であり、第二代大ハーンであるオゴデイが死ぬと自ら帝位に就こうと行動を起こすが、阻まれて1246年に失意の内に亡くなった。
テムゲ・オッチギンには多くの子供がいたが、ジブゲンはその中の長子であり、彼の後継者と目されていた。『集史』によると父同様に多くの子供がいたようだが、父より先に早世したために彼の子供の一人、タガチャルがオッチギン王家の二代目当主となった。
ジブゲンの早世のためにタガチャルは若くしてオッチギン家の当主を継ぐこととなり、このためにオッチギン家に家督争いが起こることとなった。テムゲ・オッチギンの死後、庶兄のトデはタガチャルがまだ幼いためにこれを廃立して自ら当主の座に就こうとした。この時、オッチギン家に仕えていたウイグル人のサルギスと千人隊長コルコスンは当時帝国の実権を握っていた皇后ドレゲネに直訴し、これによってタガチャルは無事当主の座を相続することができた。

## オッチギン王家
- テムゲ・オッチギン（Temüge Odčigin,鉄木哥斡赤斤／تموگه اوتچگين Temūga Ūtchigīn）
  - ジブゲン大王（J̌ibügen,只不干大王／جیبوJībū）
    - タガチャル国王（Taγačar,塔察児国王／طغاچار نویانTaghāchār Nūyān）
      - アジュル大王（Aǰul,阿朮魯大王／اجولAjūl）
        - ナヤン大王（Nayan,乃顔大王／نایانNāyān）
          - 遼王トクトア（Toqto'a,遼王脱脱／توقتا کوونTūqtā Kūwn）
            - 遼王ヤナシュリ（Yanaširi,遼王牙納失里）
              - 遼王アジャシュリ（Aǰaširi,遼王阿札失里）

      - 寿王ナイマダイ（Naimantai,寿王乃蛮台／نایمتایNāīmatāī）